# Nikolaj Platonovič Ogarëv
Nikolaj Platonovič Ogarëv (San Pietroburgo, 24 novembre 1813 – Greenwich, 31 maggio 1877) è stato un poeta e politico russo.

## Biografia e opere
Nacque da una facoltosa famiglia aristocratica e studiò nell'Università di Mosca. Con l'amico d'infanzia Herzen s'impegnò nell'attività politica, in opposizione al regime zarista. Dopo un matrimonio infelice, perseguitato dalla polizia, emigrò a Londra nel 1856, collaborando con Herzen alla rivista Kolokol. Ed è proprio nel 1856, a Mosca, che Nikolaj Gavrilovič Černyševskij dedica un articolo che ne esalta l'opera poetica e la porta alla luce stigmatizzando una critica che « per il signor Ogarëv non si è profusa nei suoi smoderati panegirici di cui era tanto prodiga ultimamente».   Trascorse gli ultimi anni in povertà.
Nelle sue prime opere poetiche predominano i temi della libertà individuale e sociale, la solitudine e la disperazione, come in Alla morte del Poeta, dedicata a Puškin (1837), Canzone, La notte (1839), mentre la memoria dei decabristi gli ispirò Vi vidi portare dalle regioni più remote (1838).

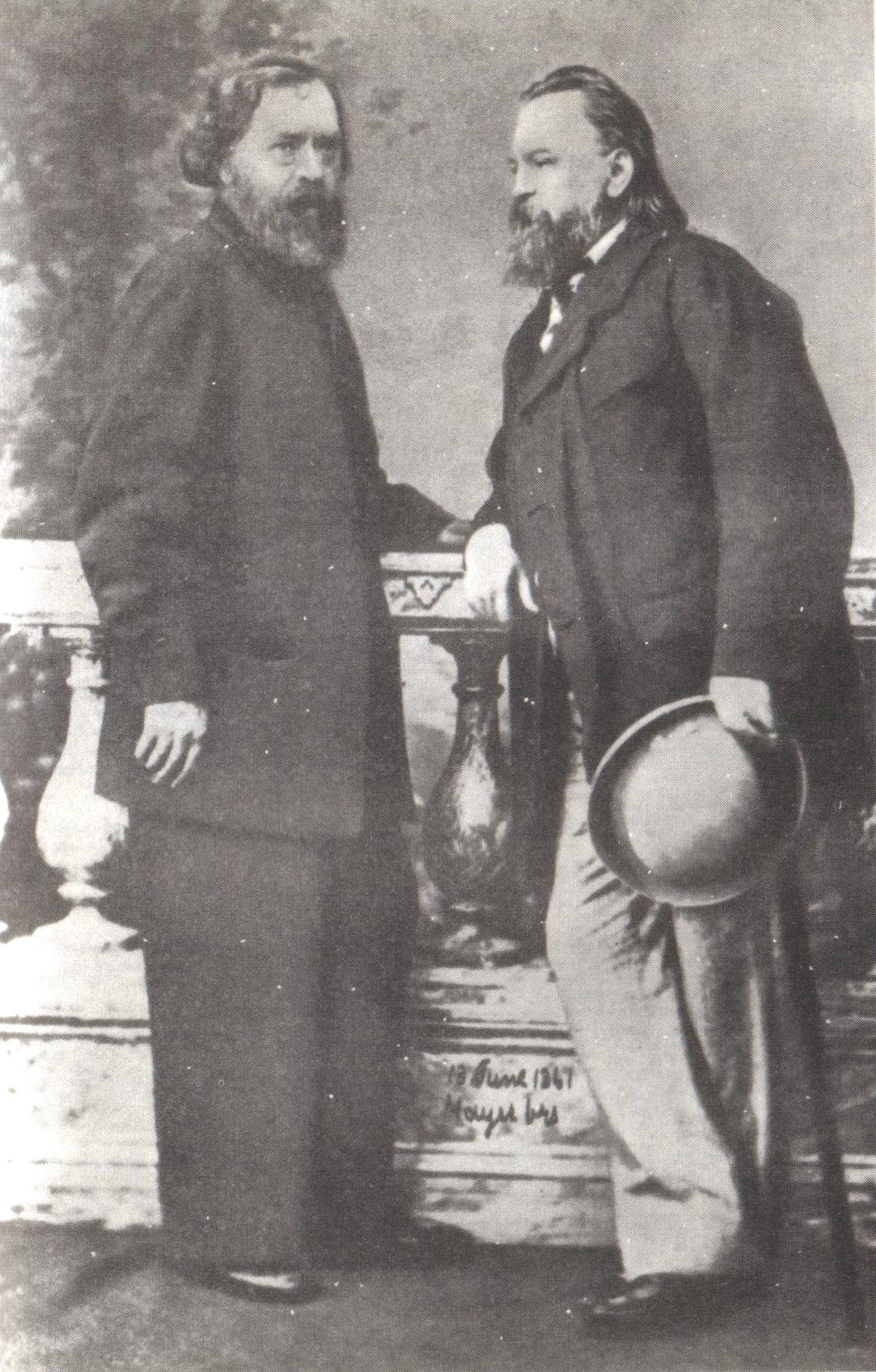
Herzen e Ogarëv

Tra gli anni quaranta e cinquanta scrisse novelle in versi: Il villaggio (1847), Il signore, Strada d'inverno (1856), sulla vita dei nobili di campagna e sulla servitù della gleba. Al periodo londinese corrispondono i poemetti di soggetto politico Matvej Radaev, del 1856, Sogni, La notte e Il carcere, del 1857. Altro genere da lui coltivato era l'epistola, indirizzata agli amici: Al mio amico Herzen, Ai miei amici, A Granovskij. Altri suoi versi rispecchiano la corrente poetica detta della «riflessione», consistente nell'analisi dei propri sentimenti, che sfocia, in Ogarëv, nella delusione e nella malinconia: Monologhi, Meditazione, Confessione.
Composizioni in prosa sono La mia confessione, Terme del Caucaso, Memorie di proprietario terriero russo, oltre ad alcune novelle incompiute, come Saša e Storia di una prostituta, che si indirizzano al naturalismo. Scrisse anche saggi e note letterarie: la prefazione all'edizione delle poesie di Ryleev, pubblicate a Londra nel 1860, l'articolo sulla Letteratura russa clandestina del secolo XIX. 
Nel 1966 i suoi resti furono traslati in Russia e inumati nel Cimitero di Novodevičij di Mosca.